# Xepiculopsis graminea
Xepiculopsis graminea är en svampart som först beskrevs av Marie Anne Libert, och fick sitt nu gällande namn av Nag Raj 1993. Xepiculopsis graminea ingår i släktet Xepiculopsis, divisionen sporsäcksvampar och riket svampar.   Inga underarter finns listade i Catalogue of Life.